# 尾藤加勢士
尾藤 加勢士（びとう かせし、1886年（明治19年）1月31日 - 1947年（昭和22年）10月11日）は、大日本帝国陸軍軍人。最終階級は陸軍中将。

## 経歴
1886年（明治19年）に熊本県で生まれた。陸軍士官学校第19期、東京帝国大学冶金学科卒業。1928年（昭和3年）に陸軍科学研究所所員となり、1931年（昭和6年）に陸軍砲兵大佐に進級。1934年（昭和9年）から陸軍技術本部米国駐在官となる。
1936年（昭和11年）に陸軍少将に進級し、陸軍科学研究所第1部長に就任する。1937年（昭和12年）に陸軍造兵廠大阪工廠長を経て、1939年（昭和14年）に陸軍中将に進級し、陸軍科学研究所所長に就任。1941年（昭和16年）6月に第8陸軍技術研究所長兼第6陸軍技術研究所長となり、1942年（昭和17年）10月15日まで務めた。